# Diecezja Otukpo
Diecezja  Otukpo – diecezja rzymskokatolicka w Nigerii. Powstała w 1995 z terenu diecezji Makurdi.

## Biskupi ordynariusze
- Biskupi diecezjalni
  - Bp Fidelis Uga Orgah (1995 – 2000)
  - Bp Michael Apochi (od 2002)